# Agáta Cellerová
Agáta Cellerová (* 25. Juni 2003) ist eine slowakische Leichtathletin, die sich auf den Sprint spezialisiert hat.

## Sportliche Laufbahn
Erste internationale Erfahrungen sammelte Agáta Cellerová im Jahr 2023, als sie bei der 2. Liga der Team-Europameisterschaft im Rahmen der Europaspiele in Chorzów mit der slowakischen 4-mal-100-Meter-Staffel in 44,69 s den zweiten Platz im B-Lauf belegte. Anschließend schied sie bei den U23-Europameisterschaften in Espoo mit 11,89 s in der ersten Runde im 100-Meter-Lauf aus und belegte mit der Staffel in 45,06 s den siebten Platz. 2025 wurde sie bei der 2. Liga der Team-Europameisterschaft in Maribor in 23,91 s Achte im B-Lauf über 200 Meter und anschließend schied sie bei den U23-Europameisterschaften in Bergen mit 11,80 s und 24,10 s jeweils in der ersten Runde über 100 und 200 Meter aus. Daraufhin gelangte sie bei den World University Games in Bochum mit der Staffel mit 44,03 s auf den vierten Platz.
In den Jahren 2024 und 2025 wurde Cellerová slowakische Meisterin in der 4-mal-400-Meter-Staffel. Zudem wurde sie 2024 und 2025 Hallenmeisterin in der 4-mal-200-Meter-Staffel sowie 2024 auch über 200 Meter.

## Persönliche Bestleistungen
- 100 Meter: 11,65 s (+1,5 m/s), 8. Juni 2023 in St. Pölten
  - 60 Meter (Halle): 7,53 s, 4. Februar 2025 in Ostrava
- 200 Meter: 23,58 s (+2,0 m/s), 17. Juni 2025 in Banská Bystrica
  - 200 Meter (Halle): 24,24 s, 18. Januar 2025 in Ostrava